# Gol de plata
El gol de plata és un mètode per determinar el guanyador d'un partit de futbol que acaba empatat després del temps reglamentari. Després de les crítiques a l'ús del gol d'or, la UEFA i la IFAB van proposar la creació d'aquest sistema. Igual que el gol d'or, es jugaria una pròrroga de dos períodes de 15 minuts. En cas de l'anotació d'un gol durant un dels períodes, el partit s'acabaria al final d'aquest temps. Així, si s'anotava un gol durant els primers 15 minuts del temps extra, s'hauria d'acabar de jugar aquest període, atorgant a l'equip en desavantatge la possibilitat de remuntar el marcador. En cas que passats els dos temps no es trenqui l'empat, el guanyador es defineix mitjançant una tanda de penals.
Aquest mètode va tenir molt menys impacte que el gol d'or, perquè només es va utilitzar en alguns partits de competicions internacionals europees. Igual que el gol d'or, el gol de plata va ser abolit després de celebrar-se l'Eurocopa 2004. L'últim gol de plata va ser l'anotat per Traianós Del·las per Grècia en la semifinal d'aquest esdeveniment davant República Txeca.